# 戀戀銅鑼燒
《戀戀銅鑼燒》（An），是河瀨直美执导的一部日本剧情片，由樹木希林主演。入選第68屆坎城影展「一種注目」單元開幕片。

## 簡介
改編自助川哲也的同名小說，講述銅鑼燒店長千太郎向德江學習烹調秘訣，左鄰右舍卻因害怕德江痲瘋病的病史不敢上門光顧，最後不捨店長遭受異樣眼光而離開店裡的經過。

## 角色
- 德江 - 樹木希林
- 千太郎 - 永瀨正敏
- 若菜 - 內田伽羅
- 佳子 - 市原悦子
- 「龔春」老闆娘 - 淺田美代子
- 若菜的母親 - 水野美紀
- 陽平 - 太賀
- 若人 - 兼松若人

## 原著
《戀戀銅鑼燒》是由多利安助川（助川哲也）編寫的日本小說，出版於2013年2月。

## 發行
在2015年9月於臺灣衛生福利部樂生療養院舉行特映會。

## 票房
在日本上映的票房收入2.34億日圓。

## 獎項
| 頒獎典禮             | 獎項               | 受獎者         | 階段／結果 |
| -------------------- | ------------------ | -------------- | ---------- |
| 第40回報知電影獎     | 最佳女主角獎       | 樹木希林       | 獲獎       |
| 第39回日本電影金像獎 | 優秀主演女優賞     | 樹木希林       | 獲獎       |
| 第37回橫濱電影節     | 最佳男主角         | 永瀨正敏       | 獲獎       |
| 第37回橫濱電影節     | 特別大賞           | 樹木希林       | 獲獎       |
| 第37回橫濱電影節     | 日本電影十佳獎     | 《戀戀銅鑼燒》 | 第六名     |
| 第89回電影旬報十佳獎 | 觀眾票選日本十佳獎 | 《戀戀銅鑼燒》 | 第三名     |